# Mariano Drago
Mariano Drago (Drago Mario Šijanec; * 18. Dezember 1907 in Pula, Österreich-Ungarn, heute Kroatien; † 2. November 1986 in Buenos Aires, Argentinien) war ein Dirigent, Musikpädagoge und Komponist slowenischer Herkunft.

## Leben
Drago besuchte von 1919 bis 1927 das Gymnasium in Maribor. Von 1927 bis 1932 studierte er in Prag Dirigieren, Komposition, Violine und Vierteltonmusik. Als Student komponierte er 1927 die Musik für das „meloplastische“ Ballett Ptič Samoži nach dem Gedicht von Oton Župančič. Bis 1935 setzte er seine Ausbildung als Komponist an der École normale de musique in Paris fort, wo er in dieser Zeit einen Chor leitete. 1932 trat er als Dirigent mit dem Universitätsorchester von Kopenhagen auf. Von 1935 bis 1945 leitete er das Rundfunksinfonieorchester in Ljubljana.
Nach 1945 wurde Drago Erster Bratschist im Orchester der Oper von Turin. Von 1946 bis 1947 lebte er in Busto Arsizio und leitete das Orchestra Filarmonica G. Rossini. Nach einer Südamerikatournee mit dem Ballett der Mailänder Scala wurde er 1947 Dirigent des Orchesters des Teatro Argentino in La Plata und 1948 Direktor von deren Estudios Artísticos. 1952 gründete er das Mozarteum Argentino, das sich zu einer führenden Institution der Musikförderung in Argentinien entwickelte. 1954 erhielt er den ersten Lehrstuhl für Dirigieren an der Universidad Nacional de La Plata. Im gleichen Jahr wurde er auch Professor an der Escuela Superior de Bellas Artes, 1956 Direktor des Instituto de Capacitación Orquestal in Avallaneda. 
Daneben unternahm Drago in den 1950er Jahren als Dirigent Tourneen durch Europa und trat in Argentinien als Gastdirigent mit dem Orquesta Sinfónica Nacional, dem Orquesta Sinfónica de Radio Nacional, dem Orchester der Stadt Rosario und dem Opernorchester des Teatro Colón auf. Die Stiftung Mozarteum Salzburg verlieh ihm 1967 die bronzene Mozart-Medaille „für seine Verdienste um die Gründung des Mozarteum Argentino und die blühende Mozart-Pflege in Argentinien“.